# 阿靈頓 (內布拉斯加州)
阿靈頓（英語：Arlington）是位於美國內布拉斯加州華盛頓縣的村。

## 人口
根據2020年美國人口普查的數據，阿靈頓的面積為1.55平方千米，皆為陸地。當地共有人口1300人，而人口密度為每平方千米839人。